# 지천석
지천석(池天錫, 1620년 ~ ?)은 조선의 문신이다. 본관은 충주(忠州). 자는 대수(大受), 호는 호산(壺山), 시호는 장헌(章憲)이다. 함경도 안변(安邊) 출신이다.
1648년(인조 26년) 29세의 나이로 진사시에 합격하고, 1663년 준원전참봉(濬源殿參奉)을 지냈다.
1686년(숙종 12년) 함경도에서 실시한 문과 별시에 아원(亞元)으로 급제하여 성균관 전적(典籍)을 거쳐 예조정랑(禮曹正郞)과 승지(承旨)를 역임하였다.
사후 이조 참판(吏曹參判)에 추증(追贈)되었다.

## 한시 작품
- 지천석 우음(偶吟)[5]

白首無緣報聖恩(백수무연보성은) / 백발로 임금님 은혜 갚을 길이 없어
太平烟月臥山樊(태평연월와산번) / 태평연월 속에 산림에 엎드려 사네.
多情何物長相對(다정하물장상대) / 무엇을 다정하게 오래도록 상대하겠는가
黃菊花前白酒尊.(황국화전백주준) / 노란 국화꽃 앞에서 술잔 기울이는 일일세.

## 가족 관계
- 증조부 : 지기룡(池起龍)
  - 조부 : 지정원(池正源)
    - 부 : 지조해(池朝海)

  - 외조부 : 현응린(玄應麟)
    - 모 : 연주 현씨
      - 동생 : 지천흥(池天興)
      - 동생 : 지천뢰(池天賚)